# Pieter van Noort
Pieter van Noort (fl. XVII secolo) è stato un pittore olandese, attivo a Leida prima del 1648.

## Biografia

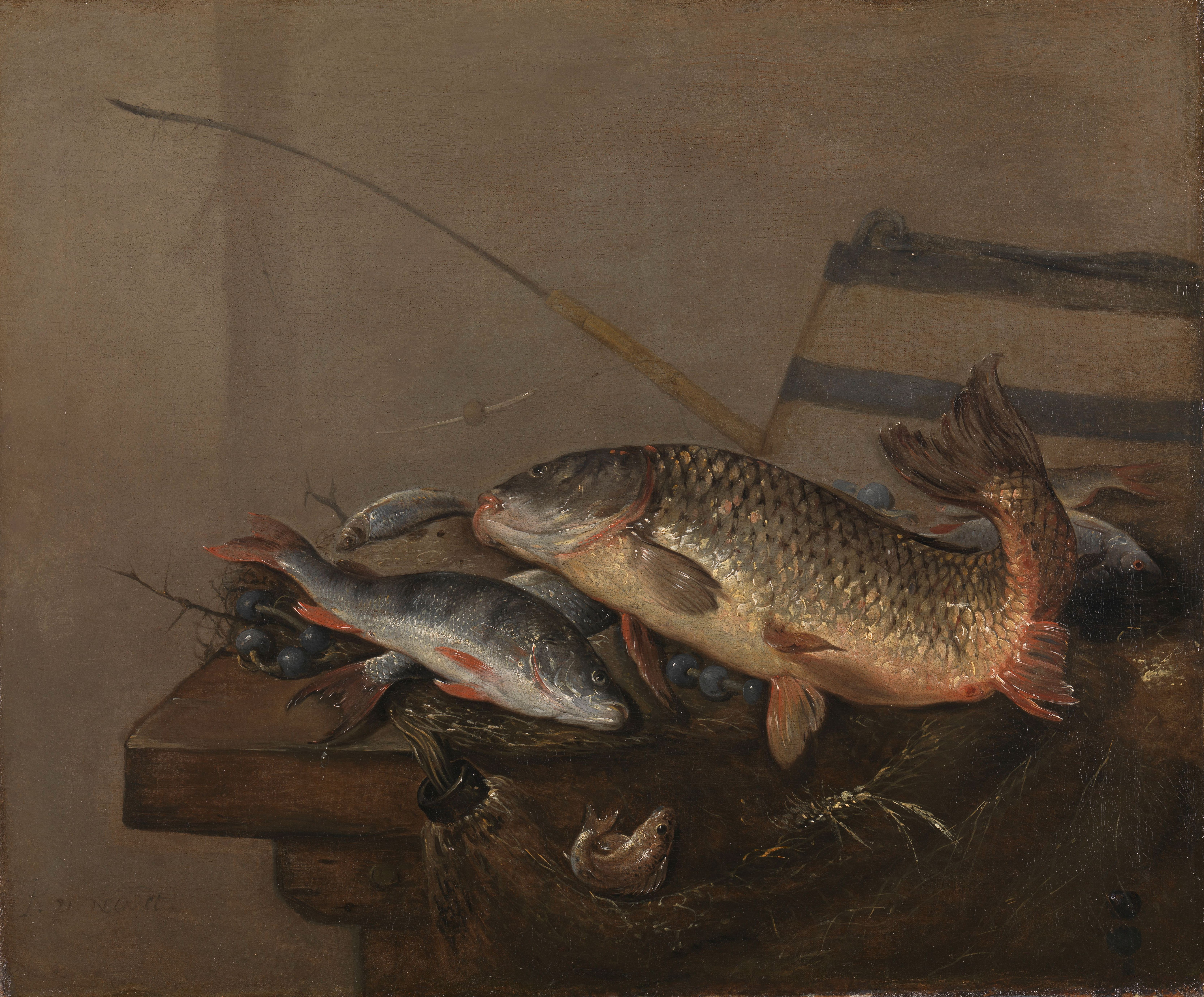
Natura morta con pesci, Rijksmuseum, Amsterdam

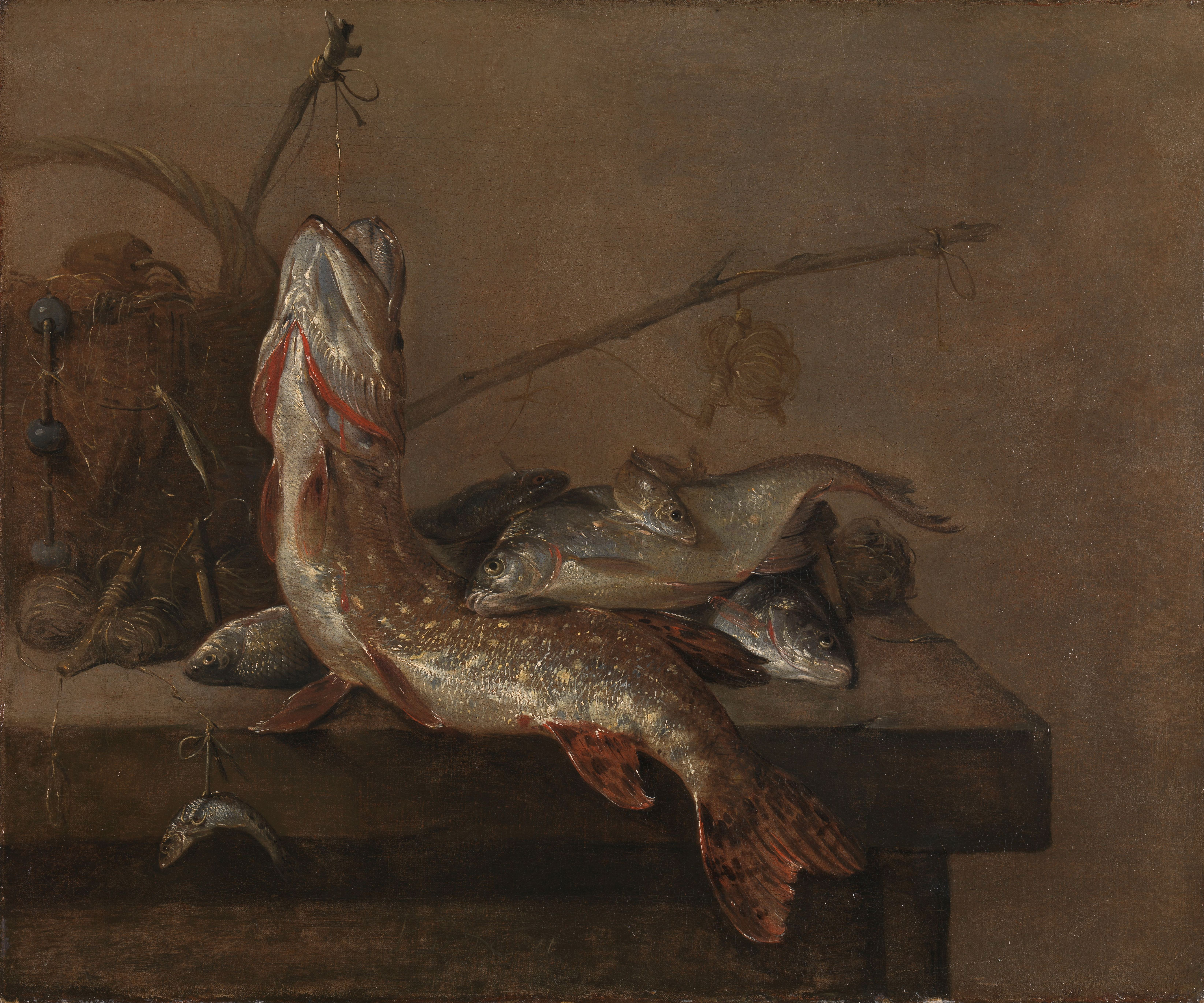
Natura morta con pesci, Rijksmuseum, Amsterdam

Un Pieter van Noort fu battezzato a Leida nel 1621: si tratta forse di questo pittore, che al contrario da alcuni storici dell'arte viene fatto nascere tra il 1592 e il 1602 e fatto membro della gilda di Leida dal 1626.
Dopo il 1648 scomparve da Leida e sembra di recasse a Zwolle.
Si tratta in ogni caso di un artista eccellente, specializzato nelle nature morte di pesci, molto vicino in questo a Jacob Gillig e certamente tra i migliori del genere.
Le sue opere si possono trovare nelle collezioni dei seguenti musei:
- Rijksmuseum, Amsterdam
- Dordrechts Museum, Dordrecht
- Mauritshuis, Den Haag
- Museum De Fundatie, Zwolle

Sembra sia esistito un secondo Pieter van Noort, più giovane e forse parente di questo; a questo si dovrebbe attribuire la Cerere del 1671 ora al  Museum De Fundatie di Zwolle.